# Тони Шели
Тони Шели (на английски: Anthony "Tony" Shelly) е новозеландски автомобилен състезател, пилот от Формула 1. Роден на 2 февруари 1937 г. в Уелингтън, Нова Зеландия.

## Формула 1
Тони Шели прави своя дебют във Формула 1 в Голямата награда на Великобритания през 1962 г. В световния шампионат записва 3 състезания, като не успява да спечели точки. Състезава се с частен Лотус.